# Перлит
Перлит је ламеларни микроконституент у микроструктури очврслог челика настао путем еутектоидене реакције.

## Структура и особине
Фино ламеларна структура настала кооперативним растом ферита и цементита приказана је на слици 2. Концентрациони опсег настанка перлита је од 0,02% до 6,67% (масених %). Еутектоидна тачка налази се на температури од 723°C и концентрацији од 0,80% угљеника. До концентрације од 4,3% угљеника перлит се појављује у микроструктури као независан микроконституент. У опсегу концентрација од 4,3% до 6,67% (масених %) угљеника појављује се унутар Ледебурита 2. На слици 1 је приказан схематски приказ издвајања перлита из аустенита.